# Cyclocarcina
Carpathonesticus es un género de arañas araneomorfas de la familia Nesticidae. Se encuentra en Japón.

## Lista de especies
Según The World Spider Catalog 12.0:
- Cyclocarcina floronoides Komatsu, 1942 — Japón
  - Cyclocarcina floronoides komatsui Yaginuma, 1979 — Japón
  - Cyclocarcina floronoides notoi Yaginuma, 1979 — Japón
  - Cyclocarcina floronoides tatoro Yaginuma, 1979 — Japón
- Cyclocarcina linyphoides (Komatsu, 1960) — Japón